# Legge sul Canada del 1982
La legge sul Canada del 1982 (inglese: Canada Act 1982; francese: Loi de 1982 sur le Canada) è una legge del Regno Unito che approva la legge costituzionale del 1982 e abroga il potere del Parlamento britannico di legiferare per il Canada, realizzando anche il rimpatrio della Costituzione del Canada. 
La legge è scritta in inglese; la versione francese è annessa alla legge costituzionale del 1982, che fu redatta nelle due lingue ufficiali del Canada. Si tratta dell'unica legge del Parlamento britannico che sia stata redatta allo stesso tempo in inglese e in francese. Per espressa previsione della legge costituzionale del 1982 (articolo 3), la versione francese ha la stessa validità in Canada di quella inglese.

## Storia
Il cammino del Canada verso l'autogoverno politico cominciò con la legge sul Nord America Britannico del 1867 (rinominata dalla Legge sul Canada Legge costituzionale del 1867). Questa legge creò la federazione canadese moderna unendo la Provincia del Canada (oggi l'Ontario e il Québec), la Nuova Scozia e il Nuovo Brunswick in un dominio in seno all'Impero britannico. Il Canada adottò un sistema di governo parlamentare di tipo Westminster. Un governatore generale esercitava le funzioni costituzionali del sovrano britannico in terra canadese.
Malgrado ciò, il Regno Unito aveva sempre il potere di legiferare in Canada. Lo statuto di Westminster del 1931 tolse questo potere al Parlamento britannico per il Canada, nonché per gli altri Domini (l'Australia, lo Stato Libero d'Irlanda, la Nuova Zelanda, l'Unione Sudafricana, e Terranova). Ugualmente, la seconda Legge sull'America del Nord Britannica del 1949 fu votata dal Parlamento britannico, concedendo al Parlamento del Canada importanti poteri per emendare la costituzione.
Tuttavia, dopo lo statuto di Westminster del 1931, il Canada, su richiesta del proprio Parlamento, decise di consentire al Parlamento britannico di mantenere temporaneamente il potere di emendare la costituzione del Canada. In effetti, era sempre necessaria una legge del Parlamento britannico per fare certe modifiche alla Costituzione canadese. Questo ritardo nel rimpatrio della costituzione era in gran parte dovuto a una mancanza di consenso su un meccanismo di emendamento costituzionale che fosse accettabile per tutte le province, soprattutto il Québec.

## Promulgazione della legge
La Legge sul Canada faceva seguito all'ultima richiesta del Parlamento canadese di modificare la costituzione del paese. Dopo negoziati poco promettenti con i governi provinciali, Pierre Trudeau cominciò finalmente a sperare che il Parlamento federale potesse rimpatriare la costituzione in maniera unilaterale; tuttavia, la Corte suprema del Canada giudicò, nel Rinvio sul rimpatrio, che fosse necessario un livello sostanziale di consenso da parte delle province secondo le convenzioni costituzionali (benché non dal punto di vista del diritto formale). Trudeau riuscì a convincere nove province su dieci, aggiungendo la clausola non ostativa per limitare l'attuazione della Carta canadese dei diritti e delle libertà. Il Québec fu (ed è tuttora) la sola provincia a non aderire a questa intesa.
Non vi fu invece alcuna obiezione da parte del governo britannico per quanto riguarda l'adozione della Legge, e vari deputati furono sorpresi che esistesse ancora una tale anomalia. Con l'articolo 2 della Legge sul Canada, il Regno Unito mise fine alla sua partecipazione a future modifiche della Costituzione canadese.
La Legge sul Canada ricevette la sanzione regia di Elisabetta II, regina del Canada, un piovoso 17 aprile 1982 sulla Collina del Parlamento a Ottawa. Re Carlo III resta a tutt'oggi Re e capo di Stato del Canada. I suoi poteri costituzionali sul Canada non furono infatti modificati dalla Legge. Il Canada è pienamente sovrano sul suo territorio e il ruolo del re è distinto dal suo ruolo di monarca britannico.

## Sanzione regia
Benché la Legge sul Canada avesse ricevuto la sanzione regia il 29 marzo 1982 a Londra, fu solo quando la regina venne in Canada che la Legge costituzionale del 1982, il suo equivalente canadese, fu proclamata mediante lettere patenti come un regolamento della regina in occasione della sua visita in Canada.